# 최호 (가수)
최호(1987년 8월 8일 ~ )는 대한민국의 가수이다.

## 학력
- 전남예술고등학교 성악과 졸업

## 앨범

### 디지털
- 《금요일밤에》(2015년 8월 25일)
- 《금요일밤에 2020new.ver》(2020년 4월 1일)

## 수상
- 2003년 여수MBC 청소년가요제 최우수상